# Réz Mihály
Réz Mihály (Maroscsapó, 1878. szeptember 16. – Genf, 1921. május 26.) közjogász, szolgabíró, egyetemi tanár, a Magyar Tudományos Akadémia levelező tagja (1909).

## Életútja
Réz Mihály földbirtokos, főszolgabíró és csíkszentmihályi Sándor Berta fia. Marosvásárhelyt és Nagyszebenben tanult; az egyetemet Kolozsvárt és Budapesten végezte, fél évig Berlinben volt. 1901-től szolgabíróként működött Dicsőszentmártonban, 1907-től kezdve az eperjesi jogakadémián tanított. 1910-ben megszerezte az egyetemi magántanári képesítést, 1913-tól a kolozsvári egyetemen tanított. 1921-ben a Népszövetség főtitkára mellett szervezett magyar titkárságot vezette. Műveiben meglehetősen konzervatív közjogi felfogással vette védelmébe a kiegyezést és a dualizmus rendszerét.
Cikkei a Filozofiai Társaság Közleményeiben (1903. Imperiálismus és liberalismus, 1904. Az uralom elve a családban); a budapesti Szemlében CXXIV. 1905. Gróf. Dessewffy Aurél.) stb.

## Munkái
- Széchenyi ma (Budapest, 1902)
- Magyar fajpolitika (Budapest, 1905) (Ism. B.-pesti Szemle 1906. 309. l.).
- A kiegyezésről. (A közjogi conservatismus alapindokai.) Előszóval ellátta Kautz Gyula. (Budapest, 1905)
- Széchenyi-problemák. (Budapest, 1907)
- Magyarország és Ausztria közjogi viszonya. (Budapest, 1910)
- Közjogi tanulmányok (Budapest, 1914)
- A történelmi realizmus rendszere (posztumusz kiadás, Budapest, 1923)